# 广富林街道
广富林街道，是中国上海市松江区下属的一个街道办事处。原为方松街道的一部分，2015年7月15日，上海市人民政府批复同意建立广富林街道办事处。行政区域范围为：东至通波塘，西至油墩港，南至文翔路，北至辰花公路。面积约19.05平方公里。广富林街道办事处驻人民北路2456号。

## 行政区划
广富林街道下辖以下居委会及村委会：松云水苑居委会、星辰园居委会、西子湾居委会、三湘四季居委会、文翔名苑居委会、蔷薇居委会、御上海居委会、新陈家村村委会。